# Pecsora (folyó)
A Pecsora (oroszul Печора) folyó Oroszország európai területének északkeleti részén. Nagyrészt Komiföld területén folyik, csak legalsó szakasza érinti Nyenyecföldet. Vízhozamát tekintve az északi vidék legnagyobb folyója.

## Neve
A Pecsora név feltehetően szamojéd eredetű, a nyenyec pea („erdő”) és cser („lakó”) szavak együttes jelentése erdei lakó.

## Földrajz
A folyó az Északi-Urál nyugati lejtőin ered. Eleinte szűk völgyben folyik délnyugat felé, azután északnak fordulva lelassul és a Pecsorai-alföldön halad. Az Usza folyó torkolatánál nyugatra fordul, medre kiszélesedik – innentől kezdve nevezik a folyót Nagy Pecsorának –, majd két nagy, éles kanyar után a Cilma folyó torkolatánál ismét északi irányt vesz. Ezen a szakaszon árterülete széles, sok a mellék- és a holtág.  Mintegy 130 km-re a torkolattól, már Nyenyecföld területén, két nagy ágra bomik  és Narjan-Mar város környékén deltát alkotva ömlik a Barents-tenger Pecsorai-öblébe. A delta szélessége a torkolatnál eléri a 45 km-t.
A folyó felső és középső szakaszán az erdő övezetben folyik, melyet az alsó szakaszon fokozatosan felvált a tundra.
Október végén befagy, a tavaszi áradás április végén, május elején kezdődik és május közepén tetőzik, a tavaszi olvadást gyakran erős jégtorlaszképződés kíséri. Nagyobb nyári esőzések idején a folyó újra megárad.
A Pecsora legnagyobb része, egészen Troicko-Pecsorszk városig (kb. 1550 km-ig) hajózható, tavasszal és ősszel még tovább. A tengeri hajók a torkolattól 110 km-re fekvő Narjan-Mar kikötőjéig jutnak fel.
Nagyobb mellékfolyói általában Komiföldön folynak. Legnagyobb mellékfolyója a jobb oldali Usza, a bal oldaliak közül az Izsma, a Pizsma és a Cilma.
A Pecsora vízhozama 4100 m³/s. Összehasonlításképpen, a Duna vízhozama Budapestnél 2350 m³/s.

## Városok
A Pecsora vidéke gyéren lakott, kevés a jelentős település és a kiépített közlekedési útvonal. A folyami teherszállításnak ezért itt különös jelentősége van.  Fontosabb kikötők:
- Pecsora – a medence legnagyobb városa (kb. 50 000 lakos) és legfontosabb folyami kikötője. Itt vezet át a folyón az egyetlen vasúti híd.
- Troicko-Pecsorszk – a felső szakasz fontos kikötője.
- Narjan-Mar – Nyenyecföld központja (kb. 20 000 lakos), a sarkkörön túli deltavidék folyami és tengeri kikötője.

## Ásványi és természeti kincsek
A Pecsora vízgyűjtőjén jelentős ásványi és szénhidrogén lelőhelyek találhatók. Ezek egy részén régóta folyik kitermelés – Inta környékén (kőszén), Vuktilnál (földgáz), Uszinszknál (kőolaj) –, más részük kiaknázása a közeli jövőben várható, illetve feltárásra vár.
1993-ban Uszinszk körzetében érte a medencét az eddigi legpusztítóbb olajszennyeződés.
A vízgyűjtő más, hatalmas térségei azonban még teljesen mentesek az ipari tevékenységtől. A folyó halban gazdag, deltavidéke sokféle, Nyugat-Európában és Afrikában telelő vándormadár pihenő- és költőhelye.
A Pecsora felső szakasza és az Ilics folyó által közrezárt 720 000 hektárnyi természetvédelmi terület érintetlen őserdőit felvették az UNESCO világörökségi listájára.